# Atentados de Tillabéri de 2020
Los atentados de Tillabéri ocurrieron el 9 de mayo de 2020, cuando hombres armados atacaron varias aldeas de la región de Tillabéri en Níger. Al menos veinte personas murieron. Se desconocen los autores y el motivo de los ataques.

## Fondo
La región de Tillabéri está situada en una zona de tres fronteras donde la frontera de Níger se encuentra con la de Burkina Faso y Malí. Níger se encuentra en estado de emergencia desde 2017; esto se extendió poco antes de que ocurrieran los ataques. En los años previos a los ataques, grupos militantes yihadistas con vínculos con Al-Qaeda y el Estado Islámico habían aumentado su poder e influencia en el Sahel, haciendo que partes de esa tierra fueran "ingobernables". En enero de 2019, el gobierno de Níger limitó el uso de motocicletas a todas horas del día en un intento por obstaculizar a los insurgentes que operan en la zona.

## Ataques
Aproximadamente entre las 4:00 y las 5:30 p. m. hora local del 9 de mayo de 2020, un "número desconocido" de hombres armados en motocicletas atacaron las aldeas de Gadabo, Zibane Koira-Zeno y Zibane-Tegui en la región de Tillabéri. Al menos 20 personas murieron. Además, saquearon tiendas, robaron cereales y ganado y ordenaron a los aldeanos que se fueran. Luego, los pistoleros escaparon hacia el norte, en dirección a la frontera con Malí.

## Respuesta inicial
El gobernador de la región, Ibrahim Tidjani Katchella, habló con la radio nacional el día después de los ataques. Ofreció una descripción básica de los ataques, pero no dio más detalles.